# Robert Irwin (écrivain)
Pour les articles homonymes, voir Irwin et Robert Irwin.
Robert Graham Irwin, né le 23 août 1946 et mort le 28 juin 2024 à Londres, est un historien britannique, romancier et écrivain spécialiste de la littérature arabe. 

## Biographie
Irwin suit les cours à l'Epsom College, étudie l'histoire moderne à l'université d'Oxford et fait des recherches supérieures à l'École des études orientales et africaines (SOAS) sous la direction de Bernard Lewis. Sa thèse portait sur la reconquête par les mamelouks des États croisés, mais il ne l'a pas terminée. Pendant ses études, il se convertit à l'islam et passe quelque temps dans un monastère de derviches en Algérie. À partir de 1972, il enseigne l'histoire médiévale à l'université de St Andrews. En 1977, il abandonne la vie académique pour écrire de la fiction tout en continuant à donner des cours à temps partiel à Oxford, Cambridge et à la SOAS. Irwin est actuellement chercheur associé à la SOAS et rédacteur au Moyen-Orient du Times Literary Supplement. Il a publié une histoire de l'orientalisme et est un expert reconnu des Mille et Une Nuits.

## Travaux publiés

### Fiction
- The Arabian Nightmare (Dedalus (en) 1983)
- The Limits of Vision (Dedalus 1986)
- The Mysteries of Algiers (Dedalus 1988)
- Exquisite Corpse (Dedalus 1995)
- Prayer-Cushions of the Flesh (Dedalus 1997)
- Satan Wants Me (Dedalus 1999)
- Wonders Will Never Cease (Dedalus 2016)

### Non-fiction
- The Middle East in the Middle Ages: the Early Mamluk Sultanate 1250–1382 (Croom Helm 1986)
- The Arabian Nights: A Companion (Allen  Lane  1994)
- Islamic Art (Laurence King 1997)
- Night and Horses and the Desert: the Penguin Anthology of Classical Arabic Literature (Allen Lane 1999)
- The Alhambra (Harvard University Press, 2005).
- For Lust of Knowing: the Orientalists and their Enemies (en) (Allen Lane, 2006). (US edition: Dangerous Knowledge: Orientalism and Its Discontents (Overlook Press, 2006)
- Camel (Reaktion Books 2010)
- Mamluks and Crusaders (Ashgate Variorum 2010)
- Visions of the Jinn; Illustrators of the Arabian Nights (The Arcadian Library 2010)
- Memoirs of a Dervish: Sufis, Mystics and the Sixties (en) (Profile Books, 2011)
- (en) Ibn Khaldun : An intellectual Biography, Princeton (N.J.), Princeton University Press, 2018, 243 p. (ISBN 978-0-691-17466-2, lire en ligne)